# Vojta Braniš
Vojta Braniš (Bzenec, 2. veljače 1893. – Zagreb, 29. studenog 1983.), bio je hrvatski kipar i likovni pedagog češkog podrijetla.

## Životopis
Od 1932. ravnatelj je i nastavnik na ondašnjoj Obrtnoj školi u Zagrebu, na kojoj je odgojio brojne likovne umjetnike.
1948. otišao je u Beograd i ondje osnovao Akademiju za primijenjenu umjetnost. Zatim se vratio u Zagreb gdje je radio na Školi primijenjene umjetnosti i dizajna do svog umirovljenja.
Godine 1937. Braniš je zajedno s arhitektom Branislavom Kojićem uredio Jugoslavenski paviljon na Svjetskoj izložbi u Parizu. Rad Braniša i Kojića zvao se Bosanska brvnara.
Godine 1939. oblikovao je i sa svojim učenicima izveo Jugoslavensku učionicu za Sveučilište u Pittsburghu, u sklopu projekta 27 Nacionalnih učionica (eng. The Nationality Rooms) koje su predstavljale 27 nacija koje su podigle Pittsburgh.

## Izbor iz djela
- Hrvatske jaslice (1915.), polikromni preparirani vosak (crkva sv. Blaža, Zagreb)
- Mati (1920.), skulptura u bronci (Gliptoteka, Zagreb)
- Glava (1920.), obojena skulptura (Gliptoteka, Zagreb)
- Maketa Gornjeg grada (1920.), (Muzej Grada Zagreba, Zagreb)